# Non sono un animale
Non sono un animale (I Am Not an Animal) è una serie televisiva animata britannica del 2004, creata e diretta da Peter Baynham e prodotta da Baby Cow Productions.
La serie racconta le avventure di sei animali intelligenti salvati da un laboratorio vivisezionista e costretti a vivere da soli.
La serie è stata trasmessa per la prima volta nel Regno Unito su BBC2 dal 10 maggio al 14 giugno 2004, per un totale di 6 episodi ripartiti su una stagione. In Italia la serie è stata trasmessa su Cult dal 9 maggio al 13 giugno 2006.

## Trama
Nel laboratorio Vivi-Sec UK, un gruppo di sei animali fa parte del quarto lotto di Project S, un esperimento progettato per creare animali parlanti. Agli animali viene dato uno stile di vita sofisticato affinché possano sviluppare il loro intelletto, vivendo una vita lussuosa gestita da computer, ignari di essere davvero parte di un esperimento di laboratorio. Hanno personalità e nomi simili a quelli umani, indossano abiti progettati appositamente, parlano in modo pseudo-intellettuale, mangiano cibi gourmet, bevono ottimi vini e leggono libri e riviste. Nel frattempo, gli altri animali fuori dal Progetto S vengono torturati con orribili esperimenti.
Un gruppo di attivisti per i diritti degli animali irrompe nel laboratorio per salvare gli animali. Kieron viene lasciato indietro, con la testa rimossa dal resto del corpo e tenuto in vita dalle macchine. Mentre gli altri animali vengono imbarcati sul camion degli attivisti, ignari di cosa stia succedendo, vengono raggiunti da Niall, un coniglio di un precedente lotto di Project S che da consigli informatici. Quando uno degli animali chiede agli attivisti se si fermeranno per una pausa in bagno, questi vanno nel panico e sbattono il camion contro un albero. Gli animali scappano e si separano. Dopo aver incontrato umani e altri animali che non possono parlare come loro, deducono di essere stati in qualche modo trasportati in una realtà alternativa in cui solo gli umani possono parlare e gli altri animali sono schiavi di loro. Nel frattempo, Vivi-Sec UK innesta la testa di Kieron sul corpo di un gorilla e lo invia ad assassinare gli altri animali, avvertendo inoltre i media. Gli animali si rifugiano nella casa di una signora anziana, che chiama il suo psichiatra per dirgli che ci sono animali parlanti a casa sua. Credendo che possa avere dei problemi, i suoi medici la portano via, portando gli animali a vivere nella sua casa.

## Episodi
| nº | Titolo originale            | Titolo italiano             | Prima TV GBR   | Prima TV Italia |
| -- | --------------------------- | --------------------------- | -------------- | --------------- |
| 1  | London Calling              | London Calling              | 10 maggio 2004 | 9 maggio 2006   |
| 2  | Planet of the Men and Women | Planet of the Men and Women | 17 maggio 2004 | 16 maggio 2006  |
| 3  | Money                       | Money                       | 24 maggio 2004 | 23 maggio 2006  |
| 4  | My Fair Mare                | My Fair Mare                | 31 maggio 2004 | 30 maggio 2006  |
| 5  | A Star Is Hatched           | A Star Is Hatched           | 7 giugno 2004  | 6 giugno 2006   |
| 6  | Home                        | Home                        | 14 giugno 2004 | 13 giugno 2006  |

## Doppiaggio
| Nome del personaggio | Doppiatore originale | Doppiatore italiano |
| -------------------- | -------------------- | ------------------- |
| Mark, l'uccello      | Steve Coogan         | Mario Brusa         |
| Winona, il pitbull   | Amelia Bullmore      | Germana Pasquero    |
| Claire, il topo      | Julia Davis          | Laura Facchin       |
| Hugh, la scimmia     | Kevin Heldon         | Donato Sbodio       |
| Niall, il coniglio   | Arthur Mathews       | Danilo Bruni        |
| Philip, il cavallo   | Steve Coogan         | Mario Brusa         |
| Kieron, il gatto     | Simon Pegg           | ?                   |

## Accoglienza
Slate ha definito la serie "un commentary allegramente sociale". Il Los Angeles Times invece l'ha definita "profonda, oscura e divertente".